# Sphenomorphus rufocaudatus
Sphenomorphus rufocaudatus este o specie de șopârle din genul Sphenomorphus, familia Scincidae, descrisă de Ilya Sergeevich Darevsky și Nguyen Van Sang 1983. Conform Catalogue of Life specia Sphenomorphus rufocaudatus nu are subspecii cunoscute.